# Esther Fadul
Esther Mercedes Fadul de Sobrino (13 de dezembro de 1915 - 30 de agosto de 2011) foi uma política argentina. Ela foi eleita para a Câmara dos Deputados em 1951 como uma das primeiras mulheres parlamentares na Argentina.

## Biografia
Fadul nasceu em Ushuaia, em dezembro de 1915, filha de María e Barcleit Fadul, que era descendente de libaneses. Casou-se com o escritor e professor Constantino Sobrino; o casal não teve filhos.
Nas eleições legislativas de 1951 foi candidata pelo Partido Peronista na Terra do Fogo. Ela foi eleita para a Câmara dos Deputados, tornando-se na primeira representante da Terra do Fogo e uma do primeiro grupo de 26 deputadas. Ela foi apelidada de "o Pinguim" pelos Peróns. Embora ela tenha sido reeleita nas eleições de 1954, o seu mandato foi interrompido mais tarde pela Revolução Libertadora. Ela foi eleita para a Câmara dos Deputados novamente em 1973. No entanto, o seu mandato foi novamente interrompido, desta vez pelo golpe de 1976.
Ela faleceu no Hospital Regional de Ushuaia durante uma operação ao quadril quebrado em agosto de 2011, aos 95 anos.